# Auditoire de Joinville
 (juillet 2010).
Si vous disposez d'ouvrages ou d'articles de référence ou si vous connaissez des sites web de qualité traitant du thème abordé ici, merci de compléter l'article en donnant les références utiles à sa vérifiabilité et en les liant à la section « Notes et références ».
L’auditoire de Joinville est un édifice du XVIe siècle situé dans la commune française de Joinville, aujourd’hui dans le département de la Haute-Marne et la région Champagne-Ardenne. Il servait, à l’époque de la province de Champagne, de tribunal de justice seigneuriale.

## Historique
L’édifice a été construit en 1561 par François de Guise et sa mère Antoinette de Bourbon, comme tribunal de haute justice pour administrer la justice au nom du prince. Il est dressé au cœur de la vieille ville.
À l’époque de la Révolution Française — qui voit la disparition de la notion d’« auditoire » pour celle de « tribunal » —, cet auditoire a échappé au sort de beaucoup de ses congénères, qui furent vendus comme biens nationaux et détruits sitôt désaffectés.
Sous l'impulsion de Michel Lapasset, professeur d'histoire géographie au collège de Joinville, l'édifice a été restauré à partir de 1983 par Sauvegarde du Patrimoine (association créée en 1982), à l'aide de ses adhérents. 
Cet auditoire abrite depuis des reconstitutions historiques : 
- La maquette de la Ville de Joinville sous l'ancien régime (d'après un plan de 1650)
- Reconstitution équestre de Jean de Joinville (chroniqueur de Saint Louis)
- Reconstitution du Tribunal du Bailliage (grandeur nature)
- Le cortège funèbre de Claude de Lorraine en 1550 (d'après Edmond du Boullay)
- La chambre d'honneur de Claude de Lorraine (grandeur nature)
- Historial des Princes (d'Étienne de Joinville à François Ferdinand)

## Description
Des visites sont organisées, présentant la vie d'une petite ville sous l'Ancien Régime, l’exercice quotidien de la justice, jusqu’à l'image du seigneur féodal, sous le triple aspect du preux chevalier, du fastueux prince de la Renaissance, et de la continuité de son lignage à travers les siècles.
Il permet de voir une exposition consacrée à la justice, une reconstitution de la cuisine, de la chambre du geôlier officiant dans ce lieu et les pièces attenantes (cachots, pistole, cour des prisonniers).

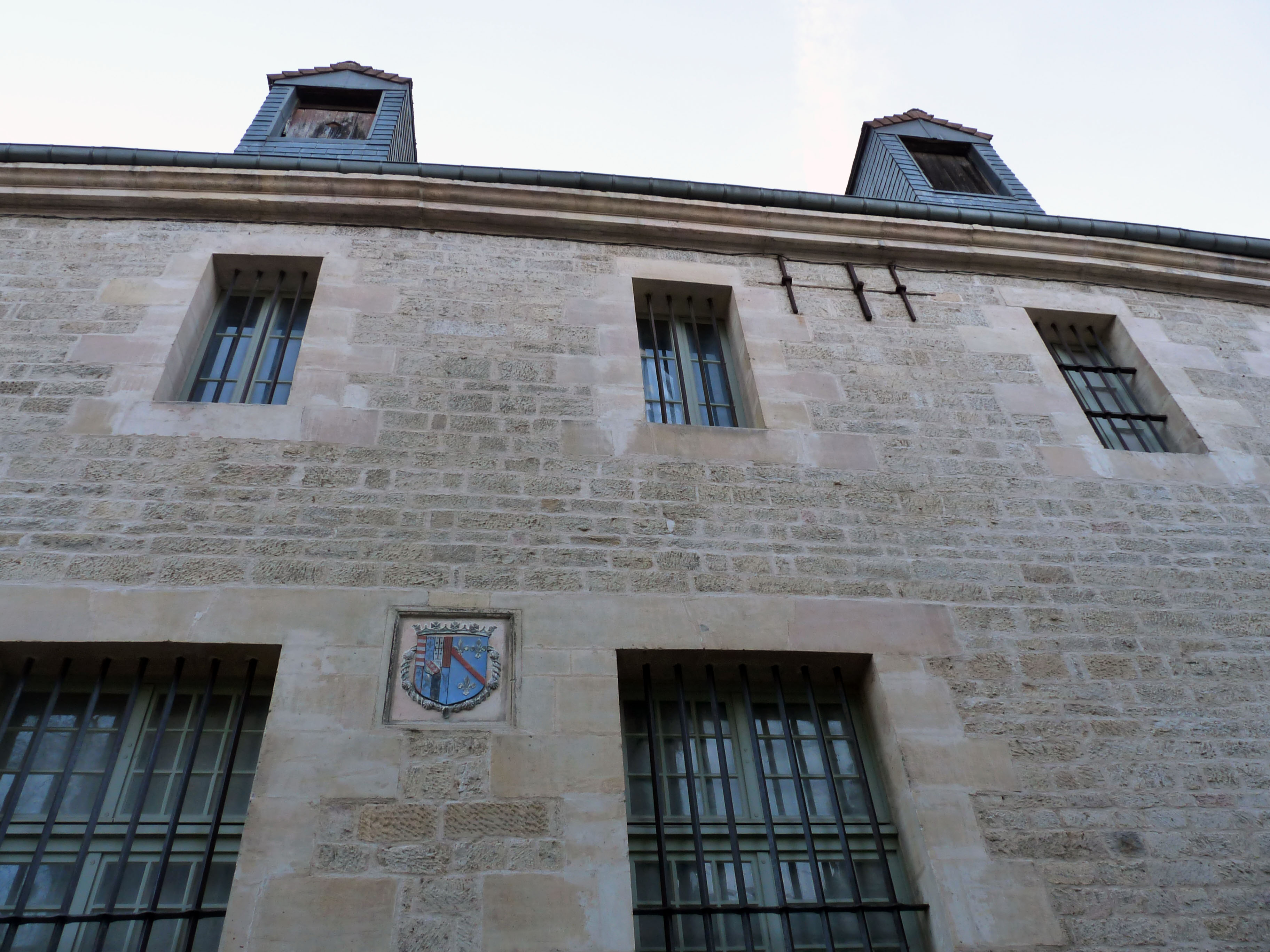
Armoiries de la ville sur la façade
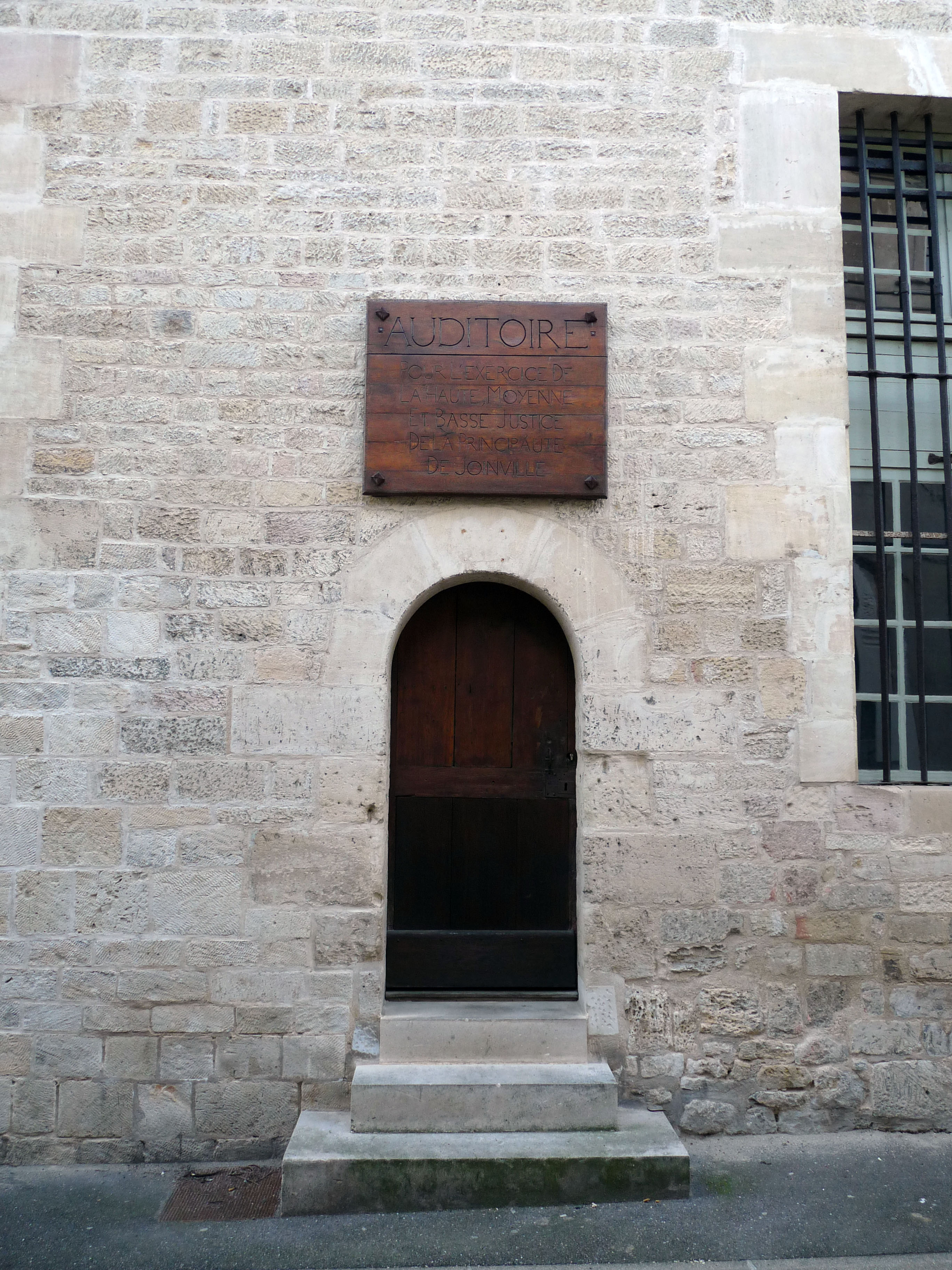
Entrée